# Explorer 47
Explorer 47, también conocida como IMP-7 e Interplanetary Monitoring Platform IMP-H, fue un satélite estadounidense lanzado como parte del programa Explorers. Explorer 47 se lanzó el 23 de septiembre de 1972 en Cabo Cañaveral, Florida, EE. UU., en un cohete Delta. Explorer 47 fue el séptimo satélite de la Plataforma de Monitoreo Interplanetario.

## Nave espacial y misión
Explorer 47 continuó el estudio iniciado por las naves IMP anteriores de las regiones interplanetarias y magnetotail desde una órbita casi circular, cerca de 37 radios terrestres. Esta nave espacial con forma de tambor de 16 lados tenía 157 centímetros de alto y 135 centímetros de diámetro. Fue diseñado para medir partículas energéticas, plasma y campos eléctricos y magnéticos. El eje de giro era normal al plano eclíptico, y el período de giro fue de 1,3 s. La nave fue alimentada por paneles solares y una batería química. Los datos científicos fueron telemétricos a 1600 bps (con una tasa secundaria de 400 bps disponible).
La nave espacial fue apagada el 31 de octubre de 1978.